# Бомонт, Ричард
Ричард Эштон Бомонт (англ. Richard Ashton Beaumont; 29.12.1912 — 23.01.2009) — британский дипломат, арабист.
Обучался в Ориельском колледже при Оксфордском университете, где изучал современные языки.
С 1936 года на консульской службе.
В 1941 поступил в армию, служил в Палестине.
В 1944 году возвратился в Форин-офис.
В 1961—1965 годах посол Великобритании в Марокко.
В 1965—1967 годах посол Великобритании в Ираке.
В 1969—1972 годах посол Великобритании в Египте.